# Давід Бек (полководець)

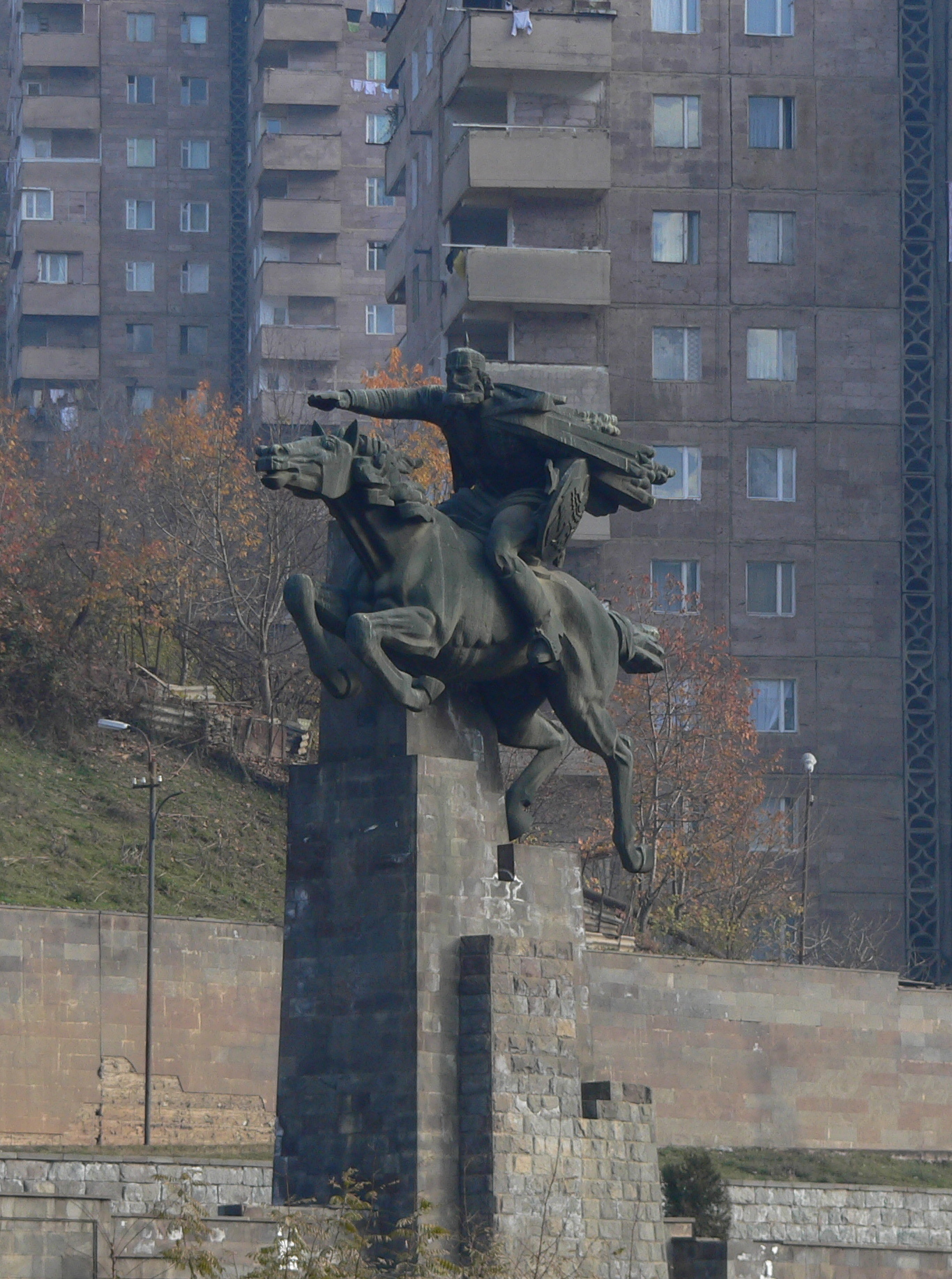
Пам'ятник Давіду Беку. Капан

Давід Бек (вірм. Դավիթ Բեկ, ? — 1728) — діяч визвольного руху проти іранських та турецьких завойовників Вірменії.

## Біографія
З 1722 по 1725 роки за підтримки Мхітара Спарапета Давід-Бек очолив збройну боротьбу вірмен областей Сюнік та Арцах проти Ірану, яка призвела до майже повного вигнання персів зі Східної Вірменії. 
Під час облоги фортеці Алідзор жменькою сміливців переміг більш ніж двадцятитисячну армію османців. 
Навесні 1725 проти звільненого Сюніка виступила велика турецька армія. Після численних боїв Давід-Бек зміцнився зі своїм загоном у фортеці Алідзор. На сьомий день нерівних боїв сміливці полководця, вийшовши вночі з фортеці, несподівано нападають на ворога, який в паніці, несучи великі втрати, кидається навтіки. 
У 1726-28 вірмени під проводом Давід-Бека боролися проти турків, які прагнули захопити Закавказзя. 
Після блискучої перемоги під Алідзором Давід-Бек переслідує ворога. Новий важкий удар турки отримують влітку біля селища Мегрі, де знову зазнають поразки.

## Фільмографія
У 1944 році режисер Амо Бек-Назарян на Єреванській кіностудії зняв фільм про військового діяча, який назвав однойменно «Давід-Бек», де головну роль грає Рачія Нерсесян. 
У 1978 році кіностудії «Арменфільм» і «Мосфільм» випустили в прокат фільм «Зірка надії», знятий за мотивами історичного роману «Мхітар Спарапет» Серо Ханзадян про героїчну боротьбу Мхітара Спарапет і Давід-Бека. Роль Давід-Бека у фільмі виконав грузинський актор Едішер Магалашвілі.